# Helge Perälä
Helge Perälä   (Vehkalahti, 3 de juny de 1915 - Tampere, 13 de febrer de 2010) va ser un atleta finlandès, especialista en curses de fons, que va competir durant la dècada de 1940.
El 1948 va prendre part en els Jocs Olímpics de Londres, on fou onzè en els 5.000 metres del programa d'atletisme.
En el seu palmarès destaca una medalla de plata en els 10.000 metres del Campionat d'Europa d'atletisme de 1946, a Oslo, rere Viljo Heino. També guanyà dos campionats nacionals, un dels 5.000 metres (1947), i un de cros en la distància curta (1947).

## Millors marques
- 5.000 metres. 14' 25.6" (1947)
- 10.000 metres. 30' 22.6" (1948)[1][5]